# Zamarada turlini
Zamarada turlini är en fjärilsart som beskrevs av Claude Herbulot 1979. Zamarada turlini ingår i släktet Zamarada och familjen mätare. Inga underarter finns listade i Catalogue of Life.